# Оно, Йоко
Йо́ко О́но Ле́ннон, известная как Йоко Оно (яп. 小野 洋子 Оно Ё:ко, англ. Yoko Ono; 18 февраля 1933, Токио, Япония) — японская авангардная художница, певица и деятель искусства, вдова Джона Леннона.

## Биография

### Детство
Первые три года своей жизни Йоко провела с матерью Исоко Оно (урождённая Ясуда) в Токио, тогда как отец, Эйсукэ Оно, жил и работал в Сан-Франциско, занимая руководящую должность в американском представительстве Bank of Japan.
В 1936 году Йоко с матерью переехали к отцу, однако ещё через год были вынуждены вернуться в Японию, так как его перевели в Нью-Йоркское отделение банка. В 1940-м семья повторно воссоединилась, однако опять ненадолго — с началом Второй мировой войны Йоко с матерью решили вернуться на родину. С 1943 по 1953 год Йоко получала образование в престижной школе Гакусюин (Токио).
В 1953 году она поступила в колледж Сары Лоуренс в Америке, где в последующие несколько лет обучалась литературе и музыке, намереваясь стать оперной певицей.

### Начало карьеры
В 1956 году 23-летняя Йоко, несмотря на то, что родители были против, вышла замуж за талантливого, но бедного пианиста и композитора Тоси Итиянаги. Через несколько лет Тоси приняли на работу репетиционным пианистом в танцевальную труппу Мерса Каннингема,  который имел связи с нью-йоркскими авангардистами. Последующие годы она не оставляла попыток заслужить признание публики, но её перформансы, выставки и спектакли не имели успеха, а критики отказывались принимать Йоко Оно всерьёз. Из-за неудач девушка впала в депрессию, она неоднократно пыталась покончить с собой, но всякий раз Тоси удавалось её спасти.
В 1962 году информация об образе жизни дочери дошла и до родителей, после чего её насильно отвезли в Японию и поместили в одну из психиатрических клиник. Именно там её нашёл будущий муж — Энтони Кокс. Он был большим поклонником её творчества и, узнав о случившемся, немедленно приехал в Японию с целью найти Йоко и оказать ей поддержку. Когда Йоко выписали из лечебницы, они вдвоём вернулись в Нью-Йорк, где Тони стал продюсером проектов талантливой женщины, и её дела пошли несколько лучше. 8 августа 1963 года у них родилась дочь Кёко Оно Кокс.

### Знакомство с Джоном Ленноном
Йоко приехала в Лондон вместе с Тони и Кёко в 1966 году, чтобы продвинуться в художественных начинаниях. Джон Леннон, участник The Beatles, пришёл на её выставку в галерее «Индика» по рекомендации Пола Маккартни. Согласно официальной версии, растиражированной впоследствии Джоном и Йоко, Джона до глубины души поразил один из элементов экспозиции: в комнате с белыми стенами к потолку была подвешена лупа, а под ней стояла лестница, поднявшись по которой, посетитель выставки должен был взять лупу и с её помощью прочитать начертанное на прикреплённом под потолком холсте слово «Да». Леннон, по своим собственным словам, ожидал здесь подвоха, предполагая, что «верхолазу» дадут понять: напрасно он взбирался так высоко — и был в восторге, увидев, что там написано «Да».
После первой встречи на выставке Йоко упорно старалась привлечь к себе внимание Джона. Она часами сидела у ворот его особняка «Кенвуд» (в Уэйбридже, графство Суррей, в 40 км от Лондона), пытаясь изыскать какой-либо предлог, чтобы проникнуть в дом. Однажды супруга Леннона Синтия впустила её, чтоб та могла вызвать такси. Через некоторое время Йоко заявила, что забыла у Леннонов своё кольцо, и засыпала Джона письмами с угрозами и требованиями денег. Позже Синтия, которая и без того уже недоумевала по поводу странного поведения этой японки, была шокирована, увидев содержимое полученной от неё бандероли: в коробке из-под «Котекса» лежала разбитая чашка, измазанная в красной краске.

### Совместная жизнь
Джон стал часто приводить Йоко на репетиции The Beatles, нарушая негласное правило группы не пускать посторонних в студию. Из-за этого музыканты ощущали дискомфорт, и внутри группы нарастала напряженность. В то же время Джон и Йоко занимались совместным творчеством. Она принимала участие в записи некоторых песен The Beatles («Revolution 9», «Birthday», «The Continuing Story of Bungalow Bill»). 8 ноября 1968 года Леннон развёлся с Синтией, а 20 марта 1969 года вступил в брак с Йоко на Гибралтаре. Медовый месяц они провели в Амстердаме.

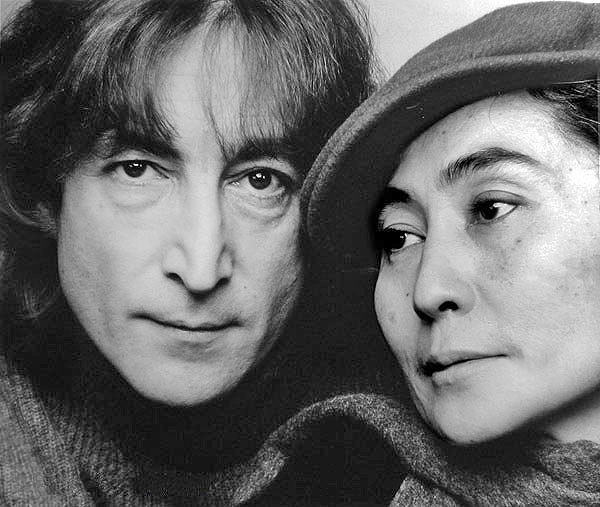
Йоко Оно и Джон Леннон в 1980 году

В 1969 году супруги создали свою группу, назвав её «Plastic Ono Band». В последующие несколько лет они совместно осуществили ряд непопулярных, но, по мнению критиков, авангардных проектов.

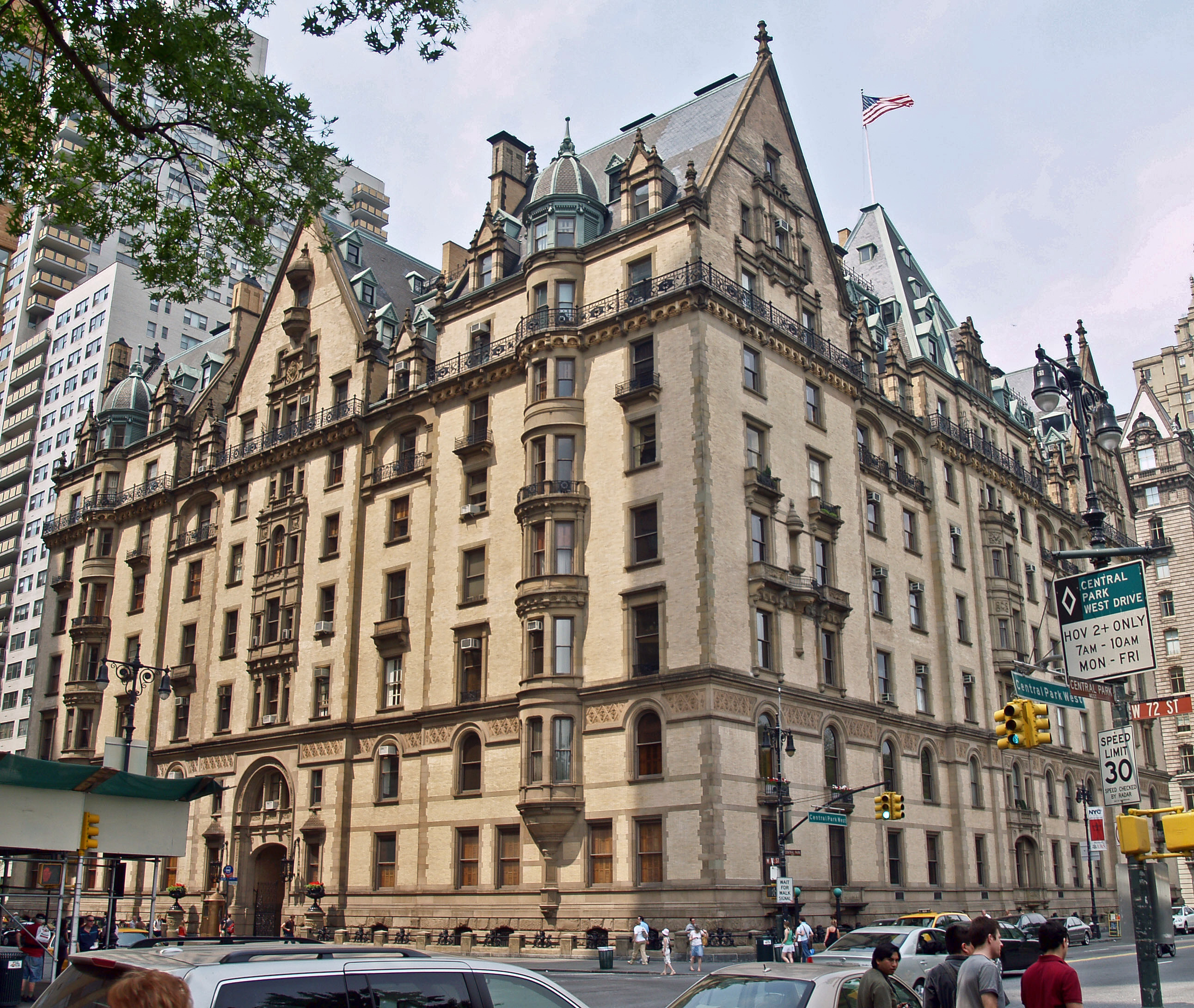
Дакота, дом, в котором с 1973 года живёт Йоко Оно

Через два года после распада Beatles Леннон и Оно переехали в Нью-Йорк. Продолжительное время они находились на грани высылки из Соединённых Штатов в связи с обвинениями по делу о хранении наркотиков. Йоко очень нервничала по этому поводу, так как возвращение в Лондон уменьшало её шансы на воссоединение с дочерью Кёко, которая уже несколько лет жила в США с отцом.
В 1973 году напряжение во взаимоотношениях достигло предела, и Йоко приняла решение расстаться с Джоном. Она свела его с Мэй Пэнг, личной помощницей Леннонов, и отправила их вдвоём на отдых в Лос-Анджелес, оставшись жить в Нью-Йорке. В этом же году Йоко получила право на постоянное проживание в США.
В 1975 году Йоко и Джон помирились. 9 октября 1975 года 42-летняя Йоко Оно родила сына Шона в 35-й день рождения своего мужа Джона Леннона.

### Последующие годы

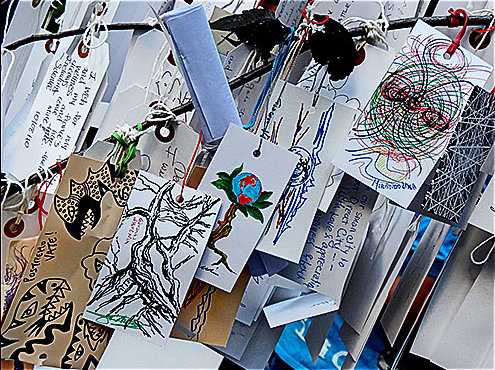
Рисунки и стихи Йоко Оно на дереве желаний

Через некоторое время после смерти мужа Оно вступила в отношения с дилером антикварных вещей Сэмом Хавадтоем, которые продлились до 2001 года. Она была также замечена в связях с коллегой Хавадтоя, Сэмом Грином. В 1982 году был выпущен альбом «It’s Alright (I See Rainbows)».
В 1984 году вышел альбом трибьютов «Every Man Has a Woman», состоящий из лучших песен Оно, исполненных такими артистами, как Элвис Костелло, Роберта Флэк, Эдди Мани, Розэнн Кэш и Гарри Нилсон. Позже в том же году Йоко выпустила незаконченный альбом Леннона «Milk and Honey».
Последний альбом Оно 1980-х годов — «Starpeace» («Звёздный мир»), названный так в противовес ракетной системе обороны «Starwars» («Звёздные войны») Рональда Рейгана. «Starpeace» стал самым успешным сольным произведением Йоко Оно: сингл «Hell in Paradise» («Ад в Раю») достиг #16 в американских чартах и #26 в Billboard Hot 100. В поддержку этого альбома был проведён гастрольный тур по странам Восточной Европы.
Достаточно продолжительное время Йоко посвятила перезаписи и ремастерингу своих альбомов на лейбле Rykodisc. В 1992 году вышел коллекционный набор из шести дисков «Onobox». Он включал в себя сольные произведения Йоко и материал Леннона с сессий «потерянного уик-энда» 1974 года («потерянным уик-эндом» Леннон называл период с 1973 по 1975 год, когда они с Йоко проживали раздельно). Также был выпуск «суперхитов», содержащий основные моменты «Onobox», названный «Walking on Thin Ice» («Прогулка по тонкому льду). В том же году Оно дала большое интервью музыкальному обозревателю Марку Кемпу для журнала «Option». Речь шла о её собственных музыкальных взглядах и о её позиционировании как артиста, впервые объединившего популярную музыку с авангардом.
В 1995 году был выпущен альбом «Rising», созданный совместно с Шоном Ленноном и его группой «Ima». Мировое турне в поддержку альбома прошло в Европе, Японии и США.

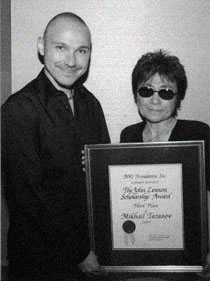
Svoy & Йоко Оно в офисе компании BMI, города Нью-Йорка

В 2002 году Йоко Оно выиграла судебный процесс по делу Фредерика Симэна, бывшего личного помощника музыканта. Симэн обязался вернуть все 374 фотографии Леннона и его семьи вдове Джона и передать ей все права на эти снимки. Он также пообещал вернуть ей все вещи, имеющие отношение к Джону или к ней самой, которые все ещё находятся у него. В том же году был создан ряд клубных ремиксов песен Йоко Оно. Для этого проекта она сократила свою фамилию до «ONO» как ответ на «Oh, no!» — шутку, которая преследовала её в течение всей жизни. Проект «ONO» имел большой успех с ремиксами «Walking on Thin Ice», созданными Pet Shop Boys, Orange Factory, Peter Rauhofer и Danny Tenaglia. В апреле 2003 года альбом ремиксов «Walking on Thin Ice» стал лидером Dance/Club Play Chart журнала Billboard.
В мае-июне 2007 года в рамках 2-й Московской биеннале в ЦУМе прошла выставка Йоко Оно под названием «Одиссея таракана». В июле 2007 года Йоко Оно посетила Берново — родину жены своего дяди Сюнъити Оно, скрипачки Анны Бубновой-Оно и её сестры, художницы-авангардистки Варвары Бубновой, которые после смерти в Японии их мужей вернулись в СССР.
В 2012 Йоко организовала персональную выставку «To The Light» в Serpentine Gallery.
26 февраля 2016 года Йоко Оно была без сознания госпитализирована в больницу «Маунт Синай» в Нью-Йорке с подозрением на инсульт.
В 2017 году Йоко Оно признали соавтором известной песни «Imagine» Джона Леннона. Об этом было объявлено на собрании Национальной ассоциации музыкальных издателей в Нью-Йорке, в ходе церемонии вручения премии, присуждённой этой организацией авторам данного произведения как лучшей песне века. Основанием для пересмотра — спустя более чем 40 лет после выпуска песни — вопроса об авторстве стала видеозапись, на которой Леннон высказывает мнение, что «Imagine» нужно отмечать как песню Леннона и Оно. «Слова и идея песни принадлежат Йоко, — уточнил Джон. — Но в те дни я был эгоистичным, таким себе мачо, поэтому не говорил о ее вкладе». Признание Йоко Оно соавтором влечёт за собой продление срока действия авторских прав: по американскому законодательству, песни становятся публичным достоянием по истечении 70 лет после смерти их последних авторов.

## Дискография

#### Оригинальные сольные альбомы
- «Yoko Ono/Plastic Ono Band» (1970) #182
- «Fly» (1971) #199
- «Approximately Infinite Universe» (1972) #193
- «Feeling the Space» (1973)
- «A Story» (1974) (Релиз — 1997)
- «Season of Glass» (1981) #49
- «It’s Alright (I See Rainbows)» (1982) #98
- «Starpeace» (1985)
- «Rising» (1995)
- «Blueprint for a Sunrise» (2001)
- «Between My Head and the Sky» (2009)
- «Take Me to the Land of Hell» (2013, с Plastic Ono Band)[24]
- «Yes, I'm A Witch Too» (2016)
- «Warzone» (2018)

#### С Джоном Ленноном

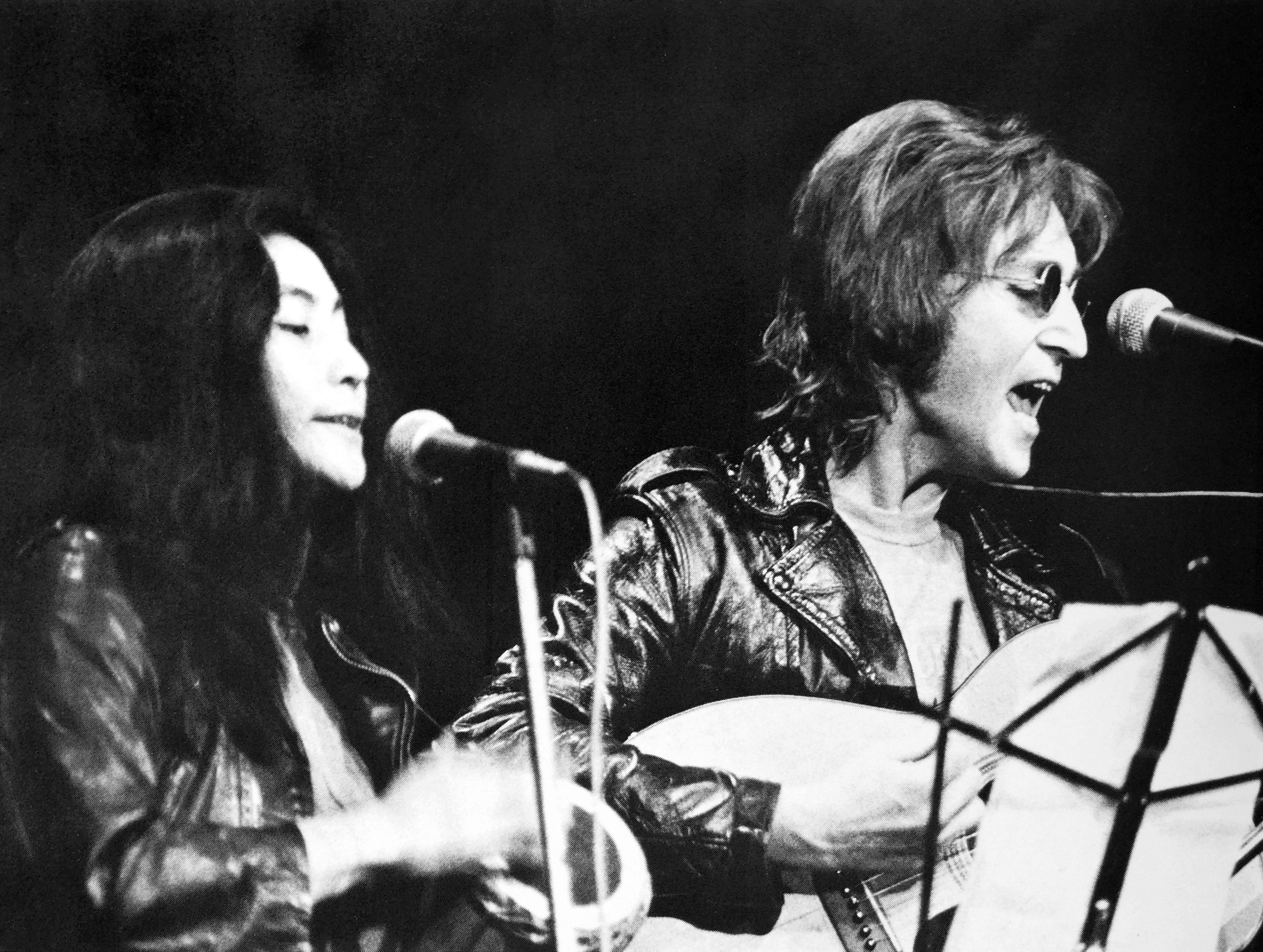
На концерте с Джоном Ленноном, 1971 год

- «Unfinished Music No.1: Two Virgins» (1968)
- «Unfinished Music No.2: Life with the Lions» (1969)
- «Wedding Album» (1969)
- «Live Peace in Toronto 1969» (1969) #10
- «Some Time in New York City» (1972) #48
- «Double Fantasy» (1980) #1
- «Milk and Honey» (1984) #11

### Остальные релизы
- «Every Man Has a Woman» (1984) (Трибьют-альбом)
- «Onobox» (1992) (Сборник)
- «Walking on Thin Ice» (1992) (Сборник)
- «New York Rock» (1994) (Музыкальный материал для одноимённого мюзикла)
- «Rising Mixes» (1996) (Ремикс-альбом)
- «Yes, I’m a Witch» (2007) (Ремикс-альбом)
- «Open Your Box» (2007) (Ремикс-альбом)

## Фильмография
- Satans Bed (в качестве актрисы)
- Eye blink (1966, 5 мин)
- Bottoms (1966, 5½ мин)
- Match (1966, 5 мин)
- Cut Piece (1965, 9 мин)
- Wrapping Piece (1967, прибл. 20 мин)
- Film No. 4 (Bottoms) (1966/1967, 80 мин)
- Bottoms, (рекламный ролик, 1966/1967, прибл. 2 мин)
- Two Virgins (1968, прибл. 20 мин)
- Film No. Five (Smile) (1968, 51 мин)
- Rape (1969, 77 мин)
- Bed-In, (1969, 74 мин)
- Let It Be, (1970, прибл. 90 мин)
- Apotheosis (1970, 18½ мин)
- Freedom (1970, 1 мин)
- Fly (1970 (25 мин)
- Making of Fly (1970, прибл. 30 мин)
- Erection (1971, 20 мин)
- Imagine (1971, 70 мин)
- Sisters O Sisters (1971, 4 мин)
- Luck of the Irish (1971, прибл. 4 мин)
- Flipside (TV show) (1972, прибл. 25 мин)
- Blueprint for the Sunrise (2000, 28 мин)